# Dino del Garbo
Dino del Garbo (aussi nommé Dinus del Garbo) est né à Florence vers 1280 et mort dans la même ville le 30 septembre 1327 est un médecin, physicien et philosophe florentin.

## Biographie
Dino del Garbo est le fils de Bono del Garbo (Bruno del Garbo) de famille noble et un médecin ainsi qu’un chirurgien florentin.
Dino del Garbo est un apprenti du médecin Taddeo Alderotti. Sous sa tutelle Dino del Garbo étudie brièvement à Bologne, puis poursuit ses études à Florence, où il obtient son diplôme vers 1300. Il obtient un doctorat en médecine avant de devenir professeur à l' Université de Sienne.
Dino del Garbo enseigne brièvement à Bologne jusqu’à 1306. Puis, se rend à Sienne avant de revenir rapidement à Bologne où il reste jusqu’en 1311. Il quitte Bologne car il est accusé par ces collègues d’avoir plagié des œuvres de son contemporain Torrigiano de’ Torrigiani. Il se rend à Padoue où il donne des conférences sur Avicenne, puis voyage d’une université à l’autre. Il achève ses cours sur Avicenne à Florence en 1319. Lors de sa carrière, Dino del Garbo rencontra son contradicteur Cecco d'Ascoli. Dino del Garbo attaqua Cecco d’Ascoli dans son œuvre Enarratio in Guidonem de Cavalcantibus , de natura venerei amoris.. L’auteur de l’époque Giovanni Villani accusa del Garbo d’avoir contribué à l’exécution de Cecco par ses accusations d' hérésie.
Dino del Garbo décède le 30 septembre 1327 à Florence et a été enterré dans l’ancien cimetière de Santa Croce.
Son fils Tommaso del Garbo était aussi un médecin.

## Médecine et philosophie
Dino del Garbo a écrit plusieurs ouvrages, dont les Recollectiones in Hippocratem de natura fetus, imprimés en 1502 à Venise. Cet écrit illustre les propos de Dino del Garbo distinguant l’anatomie et la physiologie afin de chercher les causes des maladies héréditaires. Selon lui, ces maladies sont le résultat d’un défaut de l’organe du cœur, et qu’ainsi, influence l’esprit d’un enfant à sa naissance. Il traite aussi, dans cet ouvrage, de la transmission de l'intelligence au fil des générations, de l'origine de la chaleur animale et également de la création de plantes et d’animaux par processus de fermentation.
Dino del Garbo s’intéresse également à l’embryon ainsi qu’aux maladies en transmission par la menstruation des femmes. Il était de croyance générale, à l’époque, que certaines maladies étaient transmises sexuellement pendant la menstruation. Dino del Garbo était plutôt d’avis que les maladies étaient transmises lors d’un changement permanent dans le sperme, causant alors des maladies héréditaires chez les embryons. Son intérêt pour le texte de Donna me prega l'amène à se questionner sur la nature des humeurs pour en arriver devant des problèmes de philosophies fondamentaux, tel que le corporel (le corps) et l'incorporel (l'âme). Ses études sur les émotions et comment ceux-ci viennent affecter le corps se mettent en relation avec le texte de Donna me prega en étudiant certains changements physiques possible lorsque l'émotion de l'amour se manifeste chez le personnage.

## Publications

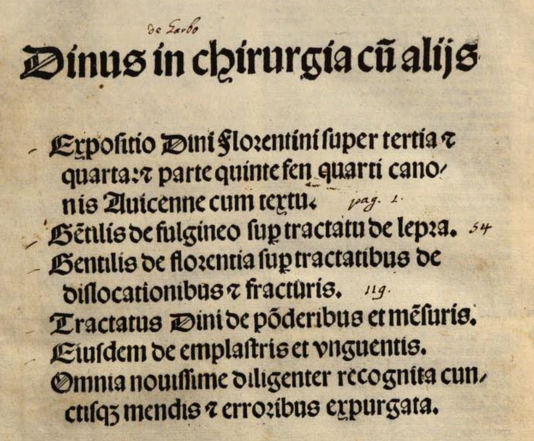
Dinus in chirurgia cum alijs. Expositio Dini Florentini super tertia et ..., Dino Del Garbo (1519)

Parmi les écrits publiés de Dino del Garbo
- Dilucidatorium Avicennae,la plus connue de ses œuvres,
- l’ Expositio super tertia et quarta Fen quatrième Canonis Avicennae,
- l’ Expositio super parte quintae Fen quarts Canonis Avicennae, Super IV Fen early Avicennae praeclarissima commentaria , quae Dilucidatorium totius practicae generalis medicinalis scientiae noncupatur et Chirurgia cum tractatu eiusdem de ponderibus et mensuris nec non de emplastris et unguentis[2].

Ouvrages publiés post mortem
- Enarratio in Guidonem de Cavalcantibus , de natura venerei amoris
- Chirurgi. Tracatus de ponderibus et mensuris, neconon de emplastris et unguentis
- Recollectiones in Hippocratem de natura fetus
- Super IV fen primi Aviciennae preaeclarissima commentaria, quae dilucidatorium totius practicae generalis medicinialis scientiae nuncupantur
- Expositio super canones generales de virtutibus medicamentorum simplicium secundi canonis Avicennae
- De coena et prendio epistola

- Un commentaire sur le texte de Donna me prega de Cavalcanti. Il traite l’amour du personnage comme une maladie et essaye de la diagnostiquer. La passion ressentie par le personnage est de nature sensuelle et n’aboutit pas à une perfection morale, mais à la destruction et à la mort. Ces élans de passion charnelle et de désir, selon Dino del Garbo, sont des symptômes de maladies qui ont besoin de guérison. Certains auteurs ont repris l’argument de Dino del Garbo et l’ont comparé à la notion de l’Amour avec un grand « A ». L’Amour dans le texte de Cavalcanti est décrit de façon spontané, irrationnel, sauvage, tempéramentale et fier. Ces qualités ont par la suite été comparés à la notion du débat dans le principe de l’accident d’Aristote. Dino del Garbo utilise les principes médicaux à l'étude dans les universités afin de décrire le mal d'amour de façon rationnelle. Il se concentre sur les symptômes de l'altérations des humeurs et comment l'imagination peut altérer ces humeurs, et donc le corps. C'est ces réflexions qui permettent à Giovanni Villani, de décrire Dino del Garbo comme « le plus grand des docteurs en médecine ».

Dino del Garbo écrit la section sur les chirurgies de l'ouvrage Canon sous la forme de commentaires qu'il récolte afin de créer des cahiers de textes pour ces lectures d'université. Cette méthode est inspirée par les notes de son père après avoir observé son éthique de travail. À son tour, le fils de Dino del Garbo, Tommaso del Garbo, utilisera également cette technique ainsi que les notes laissées par son père et grand-père.

## Annexe